# Pietro Fanfani
Pietro Fanfani (* 21. April 1815 in Montale; † 4. März 1879 in Florenz) war ein italienischer Philologe und Schriftsteller.

## Leben
Pietro Fanfani widmete sich anfangs dem Studium der Medizin, das er aber bald mit dem der vaterländischen Sprache und Literatur vertauschte, war dann journalistisch tätig und gründete 1847 die Zeitschrift Ricordi filologici.
Im folgenden Jahr entriss ihn der Wirbel der revolutionären Bewegung dieser friedlichen Tätigkeit. Er nahm an den Kämpfen bei Montanara und Curtatone (Dorf bei Mantua, bekannt durch das glückliche Treffen der Österreicher unter Radetzky gegen die neapolitanisch-toscanischen Truppen 29. Mai 1848) teil und wurde als Gefangener in die Kleine Festung Theresienstadt gebracht.
Dort bald wieder entlassen, erhielt er zu Turin eine Anstellung im Ministerium des Unterrichts, später eine ähnliche in Florenz. 1859 übernahm er die Stelle eines Bibliothekars an der Biblioteca Marucelliana in Florenz, die er bis zu seinem Tode innehatte.
Fanfani hatte 1851–52 eine philologisch-literarische Monatsschrift: L'Etruria, herausgegeben und, nachdem diese eingegangen, einige belletristische Blätter gegründet. Seine Hauptwerke in philologischer Richtung waren lexikalische Arbeiten, die er 1849 mit einer Polemik gegen die Accademia della Crusca rühmlich eingeleitet hatte, in die er im März 1869 aufgenommen wurde, die er aber 1874 wegen Streitigkeiten mit deren Sekretär Cesare Guasti wieder verließ.
1855 veröffentlichte er zu Florenz das hochverdienstliche Vocabolario della lingua italiana (2 Bde.), dem ein Vocabolario dell'uso toscana und Vocabolario della pronuncia toscana (beide Florenz 1863), zuletzt das Vocabulario italiano della lingua parlata (1876) und verwandte Arbeiten nachfolgten.
Seinen bedeutenden Ruf als Schriftsteller verdankte er neben der gründlichen Gelehrsamkeit einer gewissen Lebhaftigkeit des Geistes, welcher auch der Humor nicht fremd war, wie er denn auch in der Zeitschrift Piovano Arlotto ein weithin geschätztes Organ für feinen und geistreichen Humor geschaffen hatte. Die Scritti cappricciosi" (1864) und die launige Satire Democritus ridens. Ricreazioni letterarie (1872) sind interessante Leistungen in dieser Richtung.
Daneben betätigte er sich mit Glück auch auf novellistischem Gebiet; es erschienen von ihm:
- Cecco d'Ascoli, eine Erzählung aus dem 14. Jahrh. (2. Aufl., Florenz. 1870);
- La Paolina (Florenz 1868);
- Una bambola Roman für Kinder (Florenz 1869);
- Il fiaccherrajo e la sua famiglia, Erzählung aus dem florentinischen Volksleben (Mailand 1874), und
- Novelle e gheribezzi (1879).

Eine gute mehrbändige Auswahl der Werke Antonio Francesco Grazzinis gab Pietro Fanfani heraus: Opere di Antonfrancesco Grazzini detto il Lasca. Diese enthält unter anderen Le cene ed altre prose  (Florenz 1857) und Commedie (Florenz 1859).